# Środkowoeuropejskie Stowarzyszenie Społeczno-Kulturalne „Środek”
Środkowoeuropejskie Stowarzyszenie Społeczno-Kulturalne „Środek” (skrót ŚSSK „Środek”) – organizacja pozarządowa, która ma na celu rozwijanie i propagowanie inicjatyw, postaw i działań zmierzających do rozwoju społecznego i kulturalnego mieszkańców Polski środkowej.
Założycielami organizacji są Artur Fryz, Teresa Mosingiewicz i Tomasz Wójkowski. Statutowymi zadaniami stowarzyszenia są inicjatywy kulturalne, z zakresu kultury wysokiej. Dla osiągnięcia tych celów organizuje konkursy dla młodzieży i dorosłych, organizuje spotkania literackie i koncerty.

## Działalność stowarzyszenia
Od 2005 roku Stowarzyszenie Środek organizuje cykliczny konkurs poetycki Ogólnopolski Konkurs Literacki „Złoty Środek Poezji” na najlepszy poetycki debiut książkowy. Laureatami pierwszego konkursu byli Wojciech Giedrys za tomik wierszy Ścielenie i grzebanie (wyd. Wydawnictwo Mamiko z Nowej Rudy), Joanna Wajs za Sprzedawcy kieszonkowych lusterek (Wydawnictwo Zielona Sowa – Kraków) oraz Krzysztof Bielenia za tom Roztwór nienasycony (Stowarzyszenie Literackie im. K. K. Baczyńskiego w Łodzi). W 2010 roku odbędzie się szósta edycja a jej patronatem (jaki poprzednich edycji) jest „dwumiesięcznik literacki TOPOS” i Polska Dziennik Łódzki.
Równolegle do ogólnopolskiego konkursu, organizowany jest Turniej Jednego Wiersza o Laur Celiny Dangel Fijałkowskiej. Konkurs przeznaczony jest dla uczniów gimnazjów i szkół ponadgimnazjalnych powiatu kutnowskiego

### Pozostałe konkursy i festiwale
- Konkurs dziennikarski na autorską formę dziennikarską. Nagrody przyznawane są w dwóch kategoriach: wywiad lub felieton. Patronatem konkursu jest tygodnik Po prostu oraz portal eKutno.pl.[3]

### Działalność wydawnicza
Stowarzyszenie Środek od 2004 do 2006 roku było wydawcą bezpłatnego miesięcznika regionalnego Puls Kutna.